# 莱阳站
莱阳站是蓝烟铁路和青荣城际铁路的一座并线客货运区段车站，位于山东省莱阳市古柳街道。规模为3台9线线侧平式站房车站，站房综合楼建筑面积8992.1平方米。青荣城际铁路车站部分位于北侧，设到发线4条（含正线），设侧式站台2座，地道2处。车站始建于1955年，2013年开始改扩建。2014年12月28日，莱阳站除普速场站外的部分随着青荣城际铁路的开通正式投入使用。

## 車站周邊
- 铁路宾馆
- 桃园旅馆
- 恒源旅馆
- 青岛恒星学院
- 中央储备粮烟台直属库
- 中国农业银行莱阳古柳分理处
- 莱阳市第二人民医院
- 莱阳九中
- 古柳派出所挺城社区警务室